# Manfred Kindel

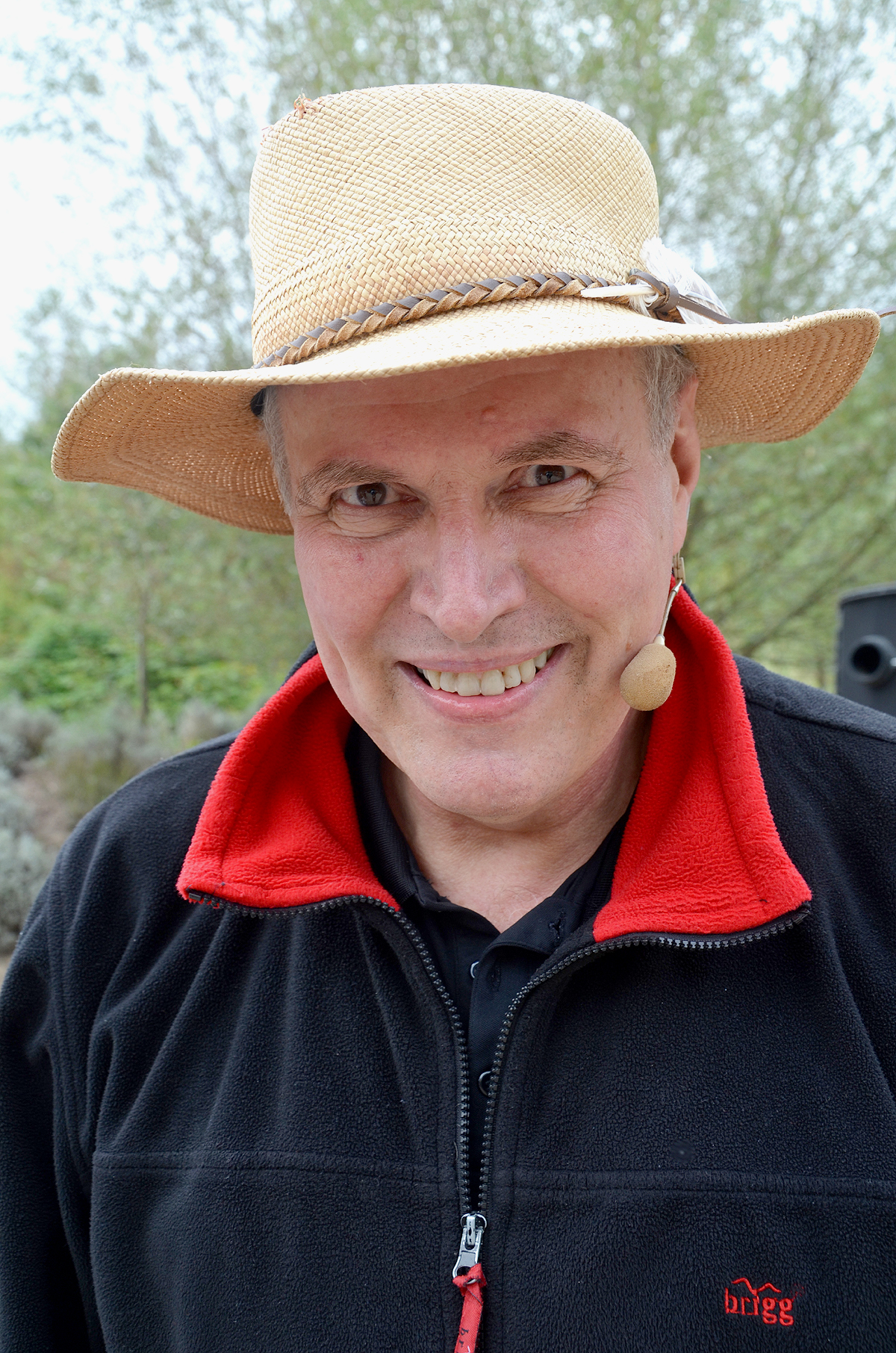
Unmada Manfred Kindel auf dem Herbstfest im Kinderwald in Hannover am 13. September 2014

Manfred Kindel (Pseudonym Unmada, * 1954 in Empelde) ist ein deutscher Komponist, Autor, Interpret, Sänger, Kinderchorleiter und Pädagoge.

## Leben
Manfred Kindel wuchs im Ronnenberger Stadtteil Empelde auf und absolvierte nach seinem Abitur den Zivildienst. Nach einem Auslandspraktikum im Bildungszentrum Het Zilveren Schor in Arnemuiden in den Niederlanden studierte er von 1975 bis 1981 an der Universität Hannover Diplom-Pädagogik mit den Schwerpunkten Außerschulische Jugend- und Erwachsenenbildung. Während des Studiums trat Kindel mit der Gruppe Atommusikanten in Hannover als Straßenmusiker auf, engagierte sich nebenbei als Aktivist in der „Unabhängigen Jugendzentrumsbewegung“ und war bis 1981 ehrenamtliches Mitglied im Vorstand des Unabhängigen Jugendzentrums Kornstraße.
Nach dem erfolgreich abgeschlossenen Studium leitete Kindel ab 1981 die Teestube im Drogenberatungszentrum drobs in Hannover und lebte und arbeitete anschließend von 1984 bis 1986 in den „Osho-Communes“ in Hannover, Hamburg und Oregon (USA).
Zurück in Hannover, arbeitete Kindel ab 1986 bis 1988 als Sexualpädagoge bei der Pro Familia, Landesverband Niedersachsen. Parallel spielte Kindel von 1986 bis 1993 beim Kindermusiktheater energie-Theater in Hannover, bis 1991 absolvierte er ein berufsbegleitendes Studium in musischer Rhythmik an der Akademie Remscheid. Außerdem gründete er 1990 die Firma UNiKUM MUSIK, Musikproduktion und Vertrieb, über die er CDs mit selbst komponierten und interpretierten Kinderliedern veröffentlichte.
Begleitet durch mehrere Fortbildungen im Bereich „Musik für Kinder“, trat Manfred Kindel 1994 als Musiker und Schauspieler beim Figurentheater Marmelock auf, nahm im Folgejahr 1995 an der UNICEF-Aktion „Maschseepiraten“ teil und initiierte 1996 den Kinderwald Hannover, wo er ab 1997 den Kinderwaldchor leitete. 1997 und 1998 komponierte und leitete Kindel im Sinne der Agenda 21 das Musical Die fünf Dämonen. Ebenfalls 1998 war Kindel Mitgründer der Webseite kindermusik.de, die über Aktionen verschiedener Kinderlieder-Macher und Aktivitäten insbesondere in Deutschland informiert.
1999 initiierte Manfred Kindel das erste Sommercamp auf einem rund sieben Hektar großen Gelände im Nordwesten von Hannover nahe dem Mecklenheider Forst, das im Jahr 2000 offiziell zum Kinderwald ernannt wurde. Ebenfalls im Jahr 2000 initiierte Kindel das Ene mene Musik-Mitmachfestival.
2001 initiierte er die Masala-Kinderkarawane, 2002 gründete er den Kinderkulturverein Alles Banane e.V. der im selben Jahr das erste Alles-Banane-Kinderliedfestival organisierte. 2003 schrieb Kindel die Hymne für die Lesen macht Spaß-Kampagne. seit 2005 bietet Kindel in Zusammenarbeit mit Kein Tag ohne Musik bundesweit musikalische Fortbildungen an. Auch 2005 führte er an der Selma Lagerlöf-Schule, einer Schule für geistige Entwicklung, das Projekt Jeder ist anders durch. 2008 trat er in Bonn auf der UN-Naturschutzkonferenz auf.
2009 startete Kindel die Initiative „Deutsche Gebärdensprache DGS im Kinderlied“; arbeitete seit 2010 in Bad Belzig beim Come Together Song Festival mit und führte 2011 zum Thema Indianer ein erstes Theater- und Musikprojekt am „Familienzentrum St. Vinzenz“ durch. In den Jahren 2012 und 2013 folgte das Musicalprojekt LINIE 100.
2013 war Kindel zunehmend in Integrations- und Inklusions-Projekte eingebunden und wirkte an verschiedenen Gebärdensprache-Workshops auf der chor.com sowie beim 4. Kinderlied Kongress mit. Ab demselben Jahr übernahm Manfred Kindel die Schirmherrschaft über das Projekt Linden-Süd - ein Stadtteil und seine Kulturbotschafter.

## Auszeichnungen
- 2003: 1. Kinderlied-Preis für das Werk Hinter uns die Berge[2]
- 2007: Bürgerpreis vom hannoverschen Stadtbezirksrat Mitte[2]
- 2008: Nominierung für den Umweltpreis muna vom ZDF und der Deutschen Bundesstiftung Umwelt
- 2011: Stadtkulturpreis vom Freundeskreis Hannover[5][6]
- 2013: 1. Preis als Co-Autor (Text) beim bundesweiten Liederwettbewerb „Toleranz“ mit dem Lied von Mai Cocopelli „Wir sind hier“[2]

## Werke (Auswahl)
Über die Firma UNiKUM MUSIK, Musikproduktion und Vertrieb erschienen von 1990 bis 2013 achtzehn CD-Produktionen im Eigenverlag oder beim Ökotopia Verlag, Münster, darunter:
- Unmada Manfred Kindel (Texte, Musik): Pi-Pa-Po. Piraten- und andere Lieder für Kinder, CD mit Beilagen und Liedern (Aufnahme von 1995): Hey hallo du da. Pi-Pa-Po-Piraten. Üstralala. Emma & Hennriette. Ja, wir sind die Ameisen. Heppo. Der Seebär. Starssenba(h)nane. Eselsjagd. Fritze Farbian. Jeder ist anders. Wiwi wipp. Heppo und Meer und Zwischentexten, interpretiert von den Maschseepiraten. den Kichererbsen und Mabon. Unikum-Musik 1003 [1999]
- Unmada: Uni und die Alles-Banane-Singers. Kinderlieder. CD mit Beilage, mit den Liedern Alles Banane. Paula. 1, 2, 3 Kartoffelbrei. Schluggi-Schlupp. Baby-Blues. Tröstelied. Gute Fahrt. Nee, keinen Käääse. Mario spielt Geburtstag. Ritterlied. Doch ich hab in mir. Ranga de. Mangio tutto. Unikum-Musik 1001 [1999]
- Unmada Manfred Kindel: Wunderwasser. Lieder, Tänze, Spiele und Geschichten aus dem Kinderwald. mit einem Vorwort von Fredrik Vahle, Illustrationen von Jule Ehlers-Juhle und Noten, Münster: Ökotopia-Verlag, 2001, ISBN 3-931902-65-X.
- Unmada Manfred Kindel (Musik, Texte und Bearbeitung): Erdenkinder. mit den Liedern Hallo, hallo! Huhu bibber bibber. Utungeubas. Bambus. Eibel. Kinder einer Erde. Traumfänger. Time busters. Der Wald macht Musik. Kinderwaldlied. Flieg wie ein Schmetterling. Erde ist mein Körper. und Rundherum. nach einer Aufnahme von 1997, Hannover: ABC-Roxxon-Tonstudio, Unikum-Musik 1004 [2002], CD mit Beilagen
- Unmada Manfred Kindel: Ohrwürmchen. Das Kinderlieder-Praxisbuch. Singspass fördern mit neuen Ideen, eingängigen Liedern, musikalisch-spielerischen Anleitungen und wertvollen Informationen zum Singen mit Kindern. mit Illustrationen von Jule Ehlers-Juhle, Münster (Westfalen): Ökotopia-Verlag, 2006, ISBN 3-936286-95-7.
  - dazu CD mit Playbacks in Stereo: ISBN 978-3-936286-95-3.
- Birgit Butz, Anna-Kristina Mohos, Unmada Manfred Kindel: Singen, spielen, erzählen mit Kindergebärden. Lieder, Fingerspiele und Reime mit den Händen begleiten - für Kinder von 0 - 4 Jahren. mit Illustrationen von Vanessa Paulzen, Noten und einer CD, 1. Auflage. Münster: Ökotopia-Verlag, 2012, ISBN 978-3-86702-180-7.